# 宝くじ

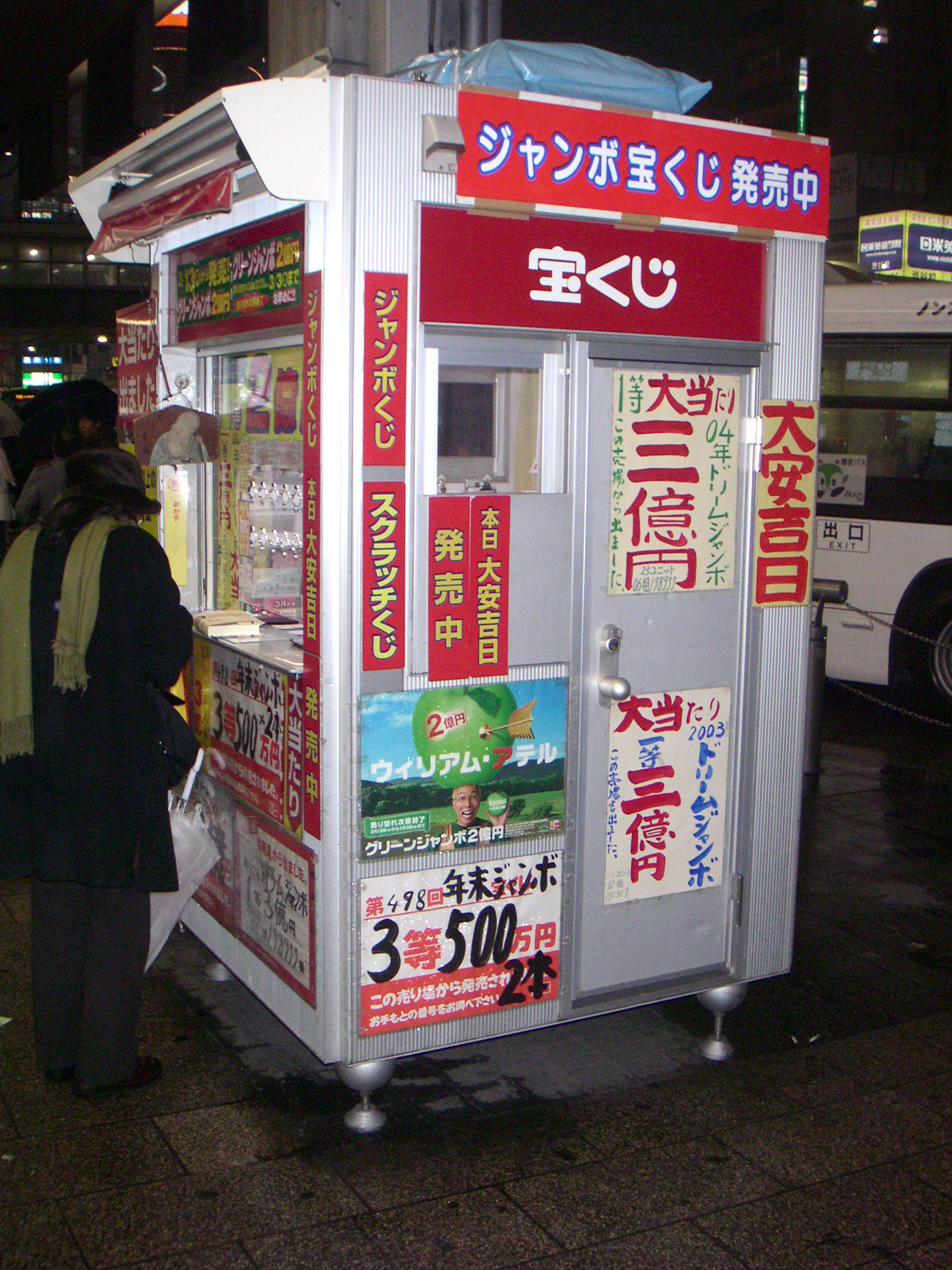
渋谷駅東口の宝くじ売り場

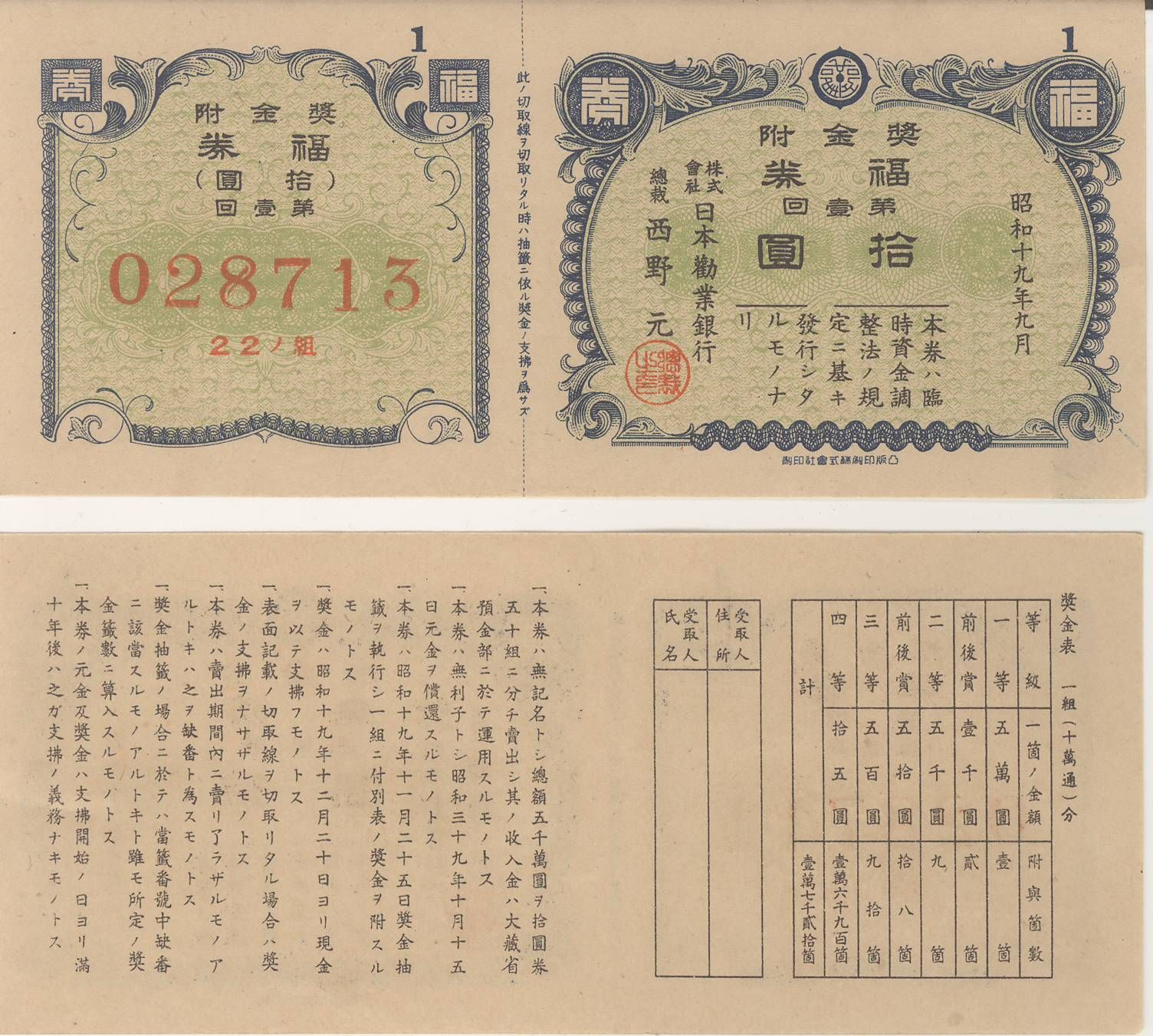
臨時資金調整法に基づいて発行された福券

宝くじ（たからくじ）は、日本において当せん金付証票法に基づき発行される富くじである。
正式名称は「当せん金付証票」（とうせんきんつき しょうひょう）。なお、賞金付きの籤（くじ）を購入する賭博一般を指す普通名詞は「宝くじ」ではなく「富くじ」が正式。「当せん金」「抽せん会」などの「せん」の字は、漢字では「籤」（せん、くじ）と書く。「籤」が当用漢字に入れられなかったため、法令では「当せん」と書かれる。「当選」という表記は日本新聞協会が定めた「同音の漢字による書きかえ」によるものであり、国語審議会の「同音の漢字による書きかえ」には掲載されていない。
日本では古くは江戸時代などにおいて神社や寺の修復費用を集めるなどの目的で富籤（とみくじ）が発行されていた。また、日中戦争の戦費調達のために制定された臨時資金調整法に基づき「福券」や「勝札」が発行されたこともある。さらに同法に基づき1940年に発行された報国債券（10円券）には最高1万円の割増金が当たる番号がついており、公開抽選会が行われるなど実質宝くじとなっていた。
現行の日本の宝くじは1948年に当せん金付証票法（昭和23年法律第144号）に基づき浮動購買力を吸収し、もって地方財政資金の調達に資することを目的とする為に運営されている。

## 沿革
- 1944年9月 - 当時の根拠法である「臨時資金調整法」に基づき、「福券」として発売。
- 1945年
  - 7月16日 - 名前を「勝札」（かちふだ）に変更して発売したが、8月の抽せん前に敗戦し、"負札"の異名をとる。
  - 10月29日 - 同年11月7日までの期間で、日本勧業銀行発行第一回宝くじが発売される[2]。1枚10円、1等10万円。副賞として1等から4等まで白無地綿金巾（キャラコ）が用意されたほか、外れくじ4枚と金鵄（タバコ）10本が引き換えられる特典があった[3]。
- 1946年 - 臨時資金調整法が改定され、政府のほか全国都道府県も宝くじの発売が可能となる。

12月に福井県復興宝くじ（ふくふくくじ）が発売された。
- 1947年 - 3月10日、第1回東京都復興宝くじ発売。1等1000円、2等100円、3等10円。12月1日、勧業銀行は100万円の宝くじを発売。
- 1948年 - 3月に廃止された「臨時資金調整法」に代わり、現在の根拠法である「当せん金附証票法」が7月に制定。政府命令での発売が､銀行が業務を受託する方式となった。

10月に発売された「第5回東京都復興宝くじA」で、住宅一棟が副賞の賞品として登場。
- 1949年 - 5月より横浜市・名古屋市・京都市・大阪市・神戸市（いわゆる5大市）、12月より内閣総理大臣が指定する戦災都市での発売が認められる。
- 1950年 - 2月より鹿児島県が発売を開始、全国都道府県が出揃う。3月、姫路市が戦災都市として最初に発売。
- 1954年3月 - 政府宝くじ廃止、同年12月に発足した全国自治宝くじに移行。
- 1959年 - 券面が、現行の7×15cmに統一される。
- 1964年 - 財団法人日本宝くじ協会が発足。
- 1968年 - 12月に発売された第76回全国自治宝くじで、1等の当せん金が1000万円に達する。
- 1971年 - 受託銀行である日本勧業銀行が第一銀行と統合、第一勧業銀行となる。
- 1974年 - 1月の全国自治宝くじ及び2月の西日本宝くじより、沖縄県が参加。全国どこでも定期的に宝くじが発売されることになる。
- 1976年12月21日 - 各地で第126回全国自治宝くじ(1等1000万円・40本)の売り場に群衆が殺到。パニックとなり、福岡と松本では死者を出す騒動に発展。
- 1977年 - 前年の騒動を踏まえ、特別くじの官製往復はがきによる予約制が導入された（1995年まで）。
- 1979年 - 8月発売の第151回全国自治宝くじに「サマージャンボ宝くじ」、11月発売の第154回全国自治宝くじに「年末ジャンボ宝くじ」の愛称が付き、特別くじは正式に「ジャンボ宝くじ」と呼ばれるようになる。
- 1980年 - 宝くじ「幸運の女神」初代がデビュー。2024年度の45代まで続いた。
- 1982年 - OCRによる番号読み取り機能を持つ「当せん番号自動照合機」の導入に伴い、開封くじの書式が統一される。一般くじとインスタントくじの複合くじ販売。
- 1983年 - 売り場でのジャンボくじ予約券配布開始。
- 1984年 - インスタントくじ販売開始。
- 1985年 - 根拠法である「当せん金附証票法」が「当せん金付証票法」に改題される。
- 1987年 - 1等の当せん金が6000万円に達する。(1等:20万倍規定の初適用)
- 1989年 - 1等と前後賞の当せん金が合わせて1億円に達する。
- 1994年 - 「ナンバーズ」発売。
- 1996年 - 予約制の廃止、1等の当せん金が1億円に達する。
- 1999年 - 「ミニロト」発売、1等の当せん金が4000万円に達する。
- 2000年 - 「ロト6」発売、同年最高当せん金の4億円が出る。
- 2008年 - 1等100万円1000本、2等1万円4万本に限定した「ミリオンドリーム」発売。
- 2010年 - 1等1000万円600本に限定した「1000万サマー」（2011年には「2000万サマー」）発売。
- 2011年 - 「ミリオンドリーム」を「ミリオン」に改称。ドリームジャンボと年末ジャンボの払い戻し率がこの年から49～50％となる。
- 2012年 - 「東日本大震災復興宝くじ」で1等の当せん金が3億円に。4月の当せん金付証票法改正に伴い、当せん金の最高額が額面の100万倍→250万倍までとなり、その適用第1号となった「サマージャンボ宝くじ」で1等の当せん金が4億円に達する。1等10万円40000本に限定した「ドリーム10」発売。
- 2013年 - 「ロト7」発売。1等当せん金は史上最高の8億円に達する。5月17日に行われた抽せんで3口の当せん者が出た（うち2口は香川県観音寺市の宝くじ売り場から出た）。11月22日から「年末ジャンボミニ」発売。1等は7000万円。同時発売された「年末ジャンボ宝くじ」で1等の当せん金が5億円に達する。
- 2014年 - 全国自治宝くじ発売60周年を記念し4月22日から「全国自治宝くじ発売60周年記念くじ」発売。特別賞は60周年にちなみ60万円。5月14日から「ドリームジャンボミニ」発売。1等は5000万円。7月4日から「サマージャンボミニ」発売。1等は6000万円。
- 2015年 - ジャンボ宝くじにおいて、ドリームジャンボとサマージャンボの最高賞金が1等5億円・前後賞合わせて7億円となる。またグリーンとオータムの最高賞金もグリーンが1等4億円・前後賞合わせて6億円となり、オータムも1等3億円・前後賞合わせて5億円となった。発売70周年を記念し4月22日から「宝くじ発売70周年記念くじ」発売。特別賞は70周年にちなみ70万円。5月13日から1等7000万円に上げた「ドリームジャンボミニ」発売。また7月8日からは1等7000万円に上げた「サマージャンボミニ」発売。11月25日から確率を2000万分の1とした上で1等7億円・前後賞合わせて10億円と史上最高額とした年末ジャンボが発売。
- 2016年 - 史上最高賞金5000万円のスクラッチ「お正月ジャンボスクラッチ ストリームマッチ」を1月1日から発売。「ワンピーススクラッチ」を4月1日から発売。4月20日から「ラグビーワールドカップ2019協賛くじ」発売。200円宝くじとしては最高の1等3億円・前後賞合わせて5億円となる。8月17日から「東京2020大会協賛くじ」発売。賞金額は2020にちなみ1等前後賞合わせて2億200万円、2等2020万円。10月15日から「300円スクラッチ」と「1等5万円のスクラッチ」が発売。またこの年はジャンボ宝くじや普通くじにおいて、100分の1の確率で4000円や5000円が当たるものが続出している。11月24日から「年末ジャンボミニ」に加え「年末ジャンボプチ」が発売。1等はミニが1億円、プチが1000万円。
- 2017年 - 賞金5000万円の300円スクラッチを1月1日から発売。2月22日から「グリーンジャンボミニ」発売。1等は5000万円。「ウルトラマンスクラッチ」を4月1日から発売。4月3日から「ビンゴ5」発売。4月19日から「地方自治法70周年宝くじ」発売。5月10日から1等1億円に上げた「ドリームジャンボミニ」発売。7月18日から「サマージャンボミニ」に加え「サマージャンボプチ」発売。1等はミニが1億円、プチが100万円。8月30日から「東京2020大会協賛くじ」発売。「ドラゴンボールスクラッチ」を10月4日から発売。10月11日から「オータムジャンボ」に代わり「ハロウィンジャンボ」と「ハロウィンジャンボミニ」を同時に発売。 史上最高賞金1億円の300円スクラッチを12月27日から発売。
- 2018年 - 1月31日から「グリーンジャンボ」と「グリーンジャンボミニ」に代わり、「バレンタインジャンボ」と「バレンタインジャンボミニ」を同時に発売。「わんにゃんスクラッチ」を4月1日から発売。4月28日から「子育て支援くじ」発売。10月24日から公式サイトでのインターネット販売を開始[4]。
- 2020年 - 4月5日から初のインターネット専用宝くじとなる「着せかえクーちゃん」発売。1口100円で販売。1等から3等まであり、3等は原則100円。1口あたりの当せん金の上限は5000万円である。第1回の抽せん日は4月13日[5]。
- 2022年 - 4月1日、インターネット専用宝くじ「クイックワン」（正式名称：インターネット専用全国自治宝くじ）発売。5種類（第1回～第5回）同時発売され、1等は1000万円～5万円。
- 2025年 - 2024年度まで続いた「幸運の女神」に代わり、「宝くじ幸運アンバサダー」の第1期がデビュー。

## 宝くじの方式
現在の宝くじには大きく分けて「開封くじ」、「被封くじ（スクラッチ）」、「数字選択式宝くじ」、「インターネット専用宝くじ」と4つの方式がある。

### 開封くじ
開封くじとは、一意の番号が印刷された券を一定の金額（1枚100～500円）で購入し、後日の抽せんで番号が一致すれば現在は100円～最高で数億円の当せん金を受け取ることのできる宝くじ。1945年より発売が始まり、1959年のサイズ統一、1982年の「当せん番号自動照合機」導入に伴う規格統一を経て、現在に至る。
ジャンボくじなどはこの方式であり、単に「宝くじ」といえばこの方式のくじを指す。

#### 開封くじの番号
開封くじの番号は、組と番号に分かれ、番号は100000番を最も低い数字とし、199999番までの10万通を一組として取り扱われる。組は01組から開始されるが、くじの種類、当せん本数の関係などから、組数の上限は特に決まっていない（全国自治宝くじや一部地方くじにおいては100を超える組番が付与される事もある）。ただし、ジャンボくじは伝統的に一ユニット（ユニット制については後述）につき1000万枚（1988年以前のグリーンジャンボと2015年以降の年末ジャンボでは2000万枚）とされていることから、01組から100組（1988年以前のグリーンジャンボと2015年以降の年末ジャンボでは01組から200組）までの組番号が付番されている。一ユニットが2000万枚で発行されたのは、2021年の年末ジャンボで10回目である。

#### ユニット制
ユニット制とは、主にジャンボくじで用いられる方式で、特定の番号群で構成されるくじ券を一つの塊（ユニット）として、ユニットを増加させることによって発売可能な枚数を増加させる方式のことである。これにより、予め需要の枚数を厳しく見積もることなく、場合によっては発売状況に応じて追加で新しいくじ券を発売することが可能となった。なお、一般的な開封くじでのみ用いられ、ユニット番号は番号印刷部の組番上部に「ユニットxx」という形で表示されている。
ユニット制を用いたユニークなくじとしては、シートくじ（縦または横に複数のくじ券を印刷し、境界線をミシン目にしたもので、発売者はシートで発売しても、切り離して発売してもよい）において、2枚の1シートにおける番号を同一とし（上がユニット1で下がユニット2など）、シートで購入すれば、当せんしたときの金額が純粋に2倍（つまり両方当せんする）になるものなどが挙げられる。

### 被封くじ
被封くじとは、券面に予め当たり、外れが印刷された状態で銀色のカバーがかけられて、1枚200円（回によっては100円や300円）で売られ、購入後に硬貨などでカバーを削ると結果がわかる宝くじ。1984年より発売され、「インスタントくじ」という呼ばれ方をしたが、2001年から「スクラッチ」という名称が利用され始め、現在では「インスタントくじ」の名称は消滅している。
発売元・販売地域などによる分類は、開封くじと同様である。
現在は行われていないが、俗に「三角くじ」と呼ばれる形態の宝くじも戦後間もない頃に存在し、この方式に分類されている。予め当たり外れが印刷された正方形の券を、対角線で折ってのり付けしたものであり、封を破ることでその場で当せんが判るものであった。宝くじとしての三角くじは、1946年から1949年まで3年間発売されていた。時々、縁日などに見かける三角形の形をしたくじがこれである。

### 開封くじと被封くじの併存タイプ
あまり高くない賞金額の抽せんを先に被封くじで行い、その後全てのくじに印刷されている開封部分の番号によって上位等級を抽せんする、「ダブルチャンスくじ」というタイプが一時期発売されていた。しかしながら、1997年1月の発売を最後に、現在は発売されていない。ちなみに、現在のスクラッチは賞金額の抽せんを被封くじで行い、その後全てのくじに印刷されている開封部分の番号によって9月2日のおたのしみ抽せんの番号を抽せんするため事実上スクラッチがこのタイプである。

### 数字選択式宝くじ
数字選択式宝くじとは、一定のルールに従った任意の番号や図柄の組み合わせを指定した券を一定の金額（1口あたりの金額は種類により異なる）で購入し、後で行われる抽せんで番号が一致すれば最高で8億円(2025年2月以降は、最高で12億円)の当せん金を受け取ることのできる宝くじ。同様のシステムを持つギャンブルやゲームとしてキノやビンゴがある。
ナンバーズ3
3桁の数字を選択する方式と、百の位を除く下2桁の数字を選択する方式が存在する。1口200円。
ナンバーズ4
4桁の数字を選択する方式である。1口200円。
ミニロト
1から31までの数字から、5個を選択する方式。1口200円。
ロト6
1から43までの数字から、6個を選択する方式。1口200円。
ロト7
1から37までの数字から、7個を選択する方式。これのみ1口300円である。
ビンゴ5
タテ・ヨコ3マスずつ、計9マスのうち中央の「FREE」のマスを除いた各マスごとに5個の数字の中から1個ずつ、全部で8個を選択する方式。1口200円。

### インターネット専用宝くじ
着せかえクーちゃん
2020年（令和2年）4月5日より発売開始。リンゴ・ブドウ・ミカン・モモ・メロンの果物5種類から、4つの位置に対してそれぞれ1つずつ、合計4つを選択する方式。厳密には数字選択式ではないが発売・抽せん・当せん金決定ロジックは数字選択式と同じである。これのみ1口100円で、「宝くじ公式サイト」からのネット販売限定となっている。
発売元・販売地域などが分かれておらず、全国自治宝くじの1種のみである。
クイックワン（Quick One）
2022年（令和4年）4月1日より発売を開始した、インターネット専用全国自治宝くじ。これまでの宝くじと異なり、ウェブページ上のゲームにチャレンジするとすぐに結果が出る。回号により価格や賞金条件、チャレンジできるゲームが異なる。
発売中のクイックワンの中から購入する回号を選び、枚数を指定。対象ゲームの中からチャレンジするゲームを選び、ゲームにチャレンジすることで当せん結果が確認できる。なお、ゲーム画面をスキップして一度に最大10回分の結果を確認することも可能。また、設定された確認期限までにゲームにチャレンジしなかった場合も自動的に結果が購入履歴へ反映される。
通常5回号のくじが同時に販売される。1等の賞金と単価は、1000万円（1枚300円）・100万円（1枚200円）・10万円（1枚100円）・5万円（同）。

### イベントくじ
発売分類については一般くじと同じである他、国民的イベント会場（博覧会が多い）において、会場内でのみ発売される「イベントくじ」がある。イベントくじの場合、1等賞金はほとんどの場合において10万円であり（筑波科学博で実施されたナンバーズくじなど、一部例外あり）、1等が当せんした場合でも、会場内の窓口ならその場で支払われることも特徴の一つである。

### 発売元による分類
それぞれで「普通くじ」（組と番号があらかじめ定められたもの）と「スクラッチ宝くじ」が発売されている。当せん金の受け取りは発売エリア外でも日本全国でできる。
- 全国自治宝くじ - 全国都道府県や各政令指定都市（市町村振興目的のサマージャンボ・ハロウィンジャンボは除く）が発売・販売。数字選択式宝くじ、インターネット専用全国自治宝くじ「クイックワン」はこれとなる。
- ブロック宝くじ - 「東京都」「関東・中部・東北自治」（現在は北海道を含む）「近畿」「西日本」それぞれで発売・販売。それぞれのエリアは重複しない。日本国内で公式サイトで番号をネット購入できるかどうかは、登録住所による。
- 地域医療等振興自治宝くじ（通称・レインボーくじ） - 栃木県が発売し、2011年度以降は日本全国で販売。

## 払い戻し率
当せん金付証票の当せん金品の金額又は価格の総額は、その発売総額の5割に相当する額に加算金を加えた額を超えてはならないとされている。加算金とは、例えばロト6におけるキャリーオーバーにあたるものであるから、ほとんどの宝くじの払い戻し率は50%以下と考えて良い。なお、2008（平成20）年度の払い戻し率は、宝くじ45.7%、公営競技（地方競馬、競艇、競輪、オートレース）74.8%、サッカーくじ49.6%である。残りが「控除率」で、主催者、発売者の収入となる。
ただし公営競技の払戻金などは一時所得であり課税対象であるのに対して、宝くじ（およびサッカーくじ）の当せん金品は非課税である。そのため、公営競技の実質的な還元率は58.5%になる。
なお、海外の宝くじは日本より払い戻し率（および賞金）が高いものもある（欧米の一部で実質的な還元率が50%を超えるものもある）が、日本国内において海外の宝くじを販売し利益を得ることは違法である（後述）。
冒頭に記載したように、宝くじの当せん金は法律により「発売総額の5割を超えてはならない」と決められているが、キャリーオーバー発生時は前回からの繰越金が加算されるため、払い戻し率（還元率や期待値とも呼ばれる）が100％を超えることもある。例えば2021年3月5日に抽せんが行われた第409回ロト7では、35億3196万9900円の販売額に対し、当せん金として用意された金額は64億1623万4340円で、このときの払い戻し率は約182％である。

## 当せん確率
2012年の年末ジャンボを例に取ってみると
- 1等　4億円　1000万分の1
- 前後賞　1億円　500万分の1
- 2等　3000万円　1000万分の3
- 3等　100万円　10万分の1
- 組違い賞・4等　10万円　1000万分の1099
- 5等　3000円　100分の1
- 6等　300円　10分の1

となっている様に高額当せんの確率は低く、1等の当せん確率は1000万分の1であるが、これは1枚のみ入手した場合の確率であって、当落はあくまでも偶然の結果であり、当せん確率そのものも数学的確率に過ぎない。

## 発売

### 委託先の銀行
当せん金付証票の作成、売りさばきその他発売及び当せん金品の支払又は交付は、都道府県知事又は特定市の市長が、銀行その他政令で定める金融機関の申請により、その事務をこれに委託して取り扱わせる。通常は全国都道府県と政令指定都市が、上記の区分に対応した宝くじ協議会を組織し、当該協議会が構成都道府県知事や市長の名で銀行等に委託する形となっている。
委託先の銀行等は、旧日本勧業銀行時代より割増金付債券の発行権を認められていたみずほ銀行（旧・みずほ銀行←第一勧業銀行←日本勧業銀行）が、長年のノウハウもあり、現在に至るまでほぼ一手に引き受けている。
ただ例外的に、1997年に広島市の発売する宝くじ発行業務の委託を広島銀行が受けたケースや、1999年から2001年まで神戸市から神戸ルミナリエの募金宝くじ発行業務の委託をみなと銀行が受けていたケース、東日本大震災復興支援を兼ねた2012年のグリーンジャンボ宝くじの業務をみずほ銀行と七十七銀行が共同で受託したケースがある。

### 20歳未満の購入制限
他の公営ギャンブル（公営競技の投票券やスポーツ振興くじ=toto）とは異なり、宝くじの購入・当せん金の受け取りに法令上の年齢制限は一切ないが、20歳未満が受け取る際は保護者に支払われる。また、一部金融機関の定期預金や、各種商品の販売促進用の懸賞として、ジャンボくじを中心に宝くじをプレゼントすることもある。
みずほ銀行「みずほATM宝くじサービス」では、販売対象者を「20歳未満のご利用はご遠慮ください。」と限定している。また、同様にみずほ銀行、楽天銀行、ジャパンネット銀行、三菱UFJ銀行、三井住友銀行、宝くじ公式サイトで実施している数字選択式宝くじのインターネット販売は20歳以上と限定している。
さらに、2020年3月4日(水)からは「ワンピーススクラッチ」の購入についても20歳以上となった。

### 発売

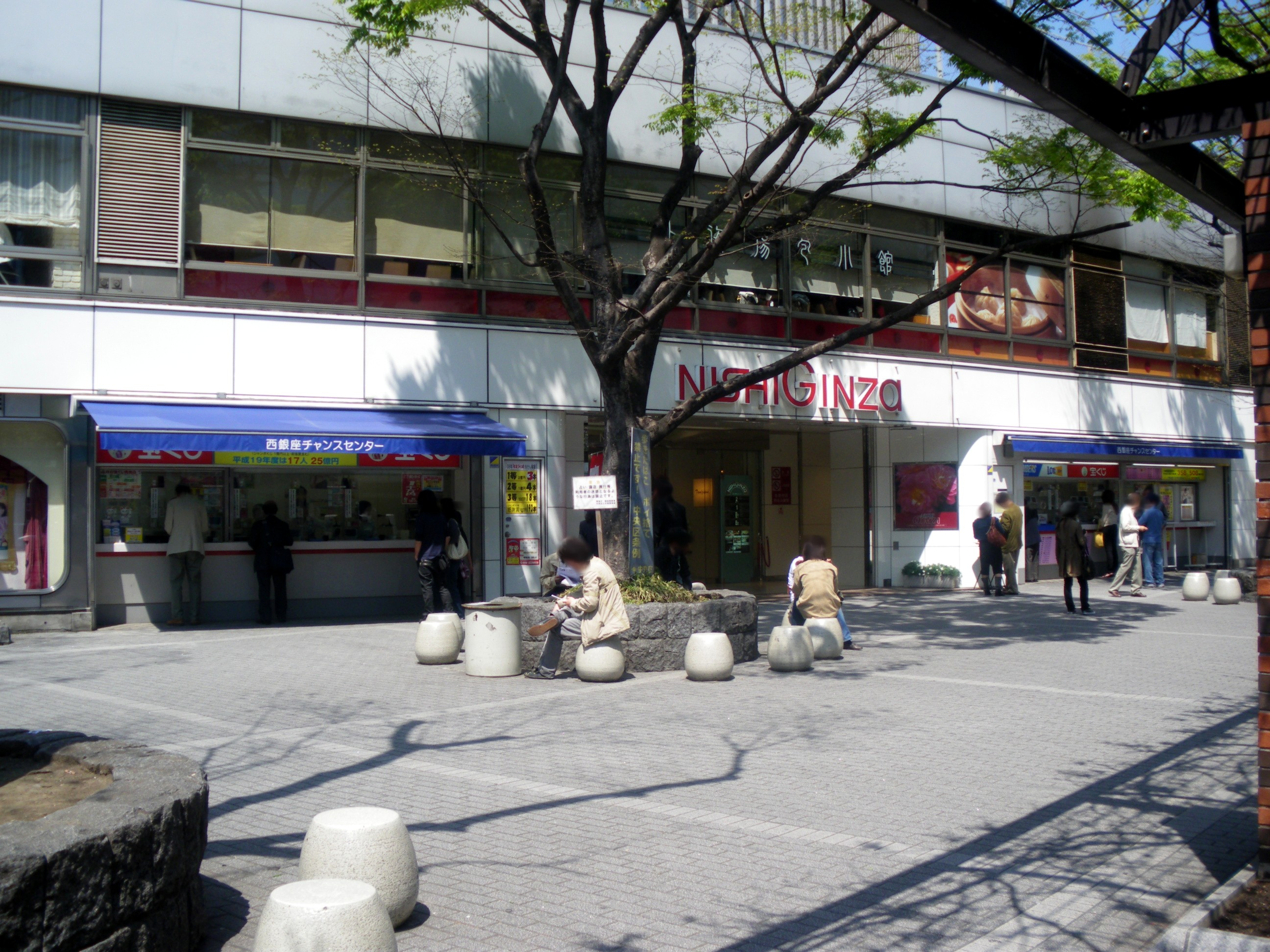
東京・数寄屋橋にある「西銀座デパートチャンスセンター」（宝くじ売り場）。宝くじファンの「メッカ」として、テレビなどでもよく登場する。

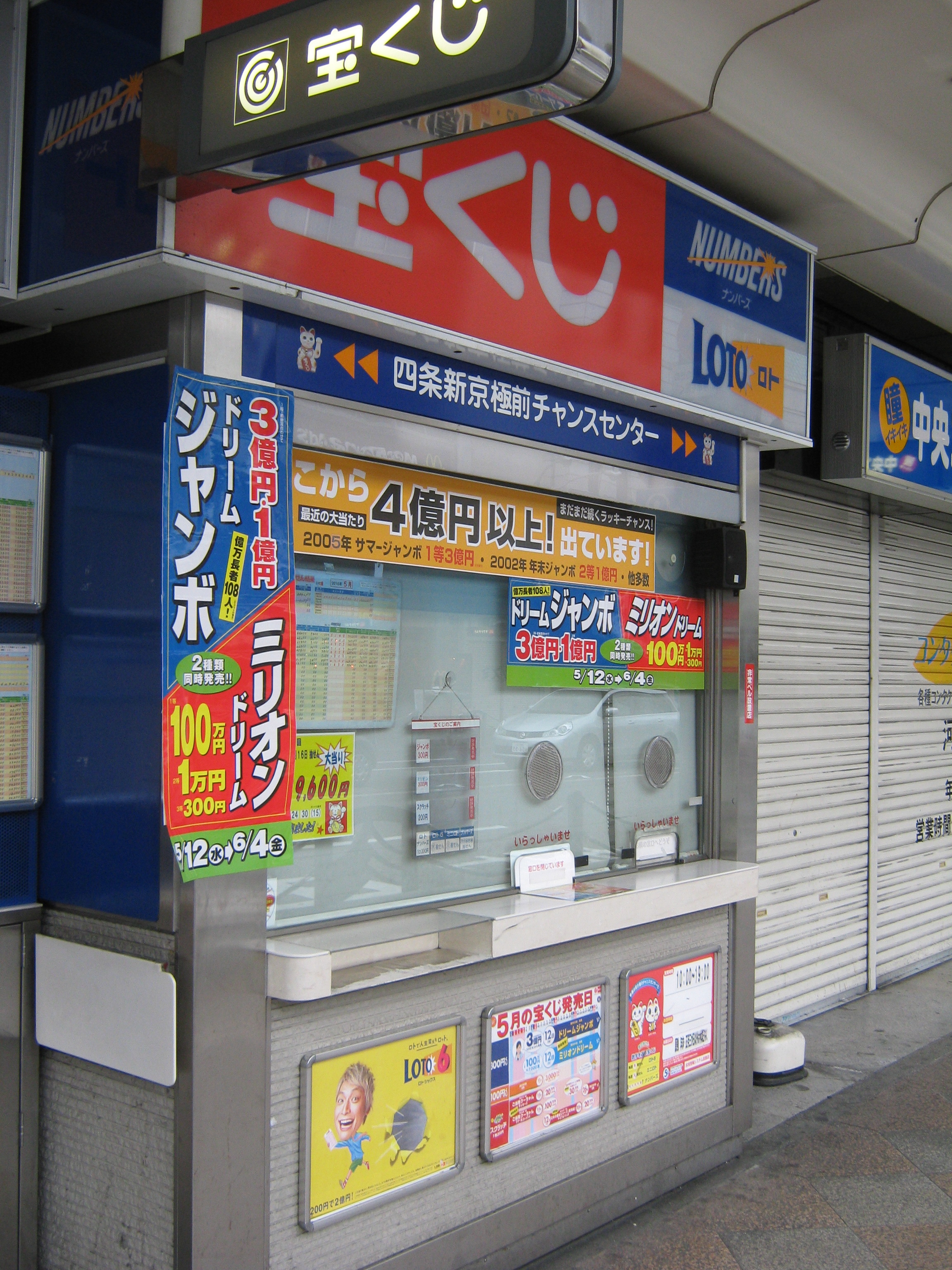
京都新京極前チャンスセンター、通常の売場例、京都市下京区

実際の宝くじ証票は、銀行（みずほ銀行など）や繁華街・駅・ショッピングセンター等に設置される宝くじ売り場で販売される。また宝くじ専門の売り場以外にも煙草屋・酒屋・スーパーマーケットのサービスコーナー・駅売店などの商店でも販売されている。
山間部・過疎地域など宝くじ売り場がない地域では、郵便局（「全国自治宝くじ」の開封くじに限り、原則として民間売場の無い1市町村(ただし、市町村合併に伴い、新自治体内に民間売場が発生した場合でも、合併前の自治体内に販売店が無い場合は従前通りの取り扱いが可能となる場合がある)につき1局で取り扱う）で販売される（民営化前は郵貯窓口、民営化後は郵便窓口の担当業務となる）。
なお、数字選択式（ナンバーズ、ロト）については、発券端末とホストコンピュータがオンラインで接続されている必要があるため、販売可能な売り場は限定されている（簡易ボックス型の宝くじ売り場ではほとんど購入できない）。また、みずほ銀行をはじめ、一部の銀行ATMで数字選択式くじが購入が可能な所がある。また、みずほ銀行、楽天銀行、ジャパンネット銀行、三菱UFJ銀行、三井住友銀行のインターネットバンキング契約者はインターネットで数字選択式くじが購入が可能である。
げんを担いで高額当せんくじの出た売り場から購入しようとする人は少なくない。売り場側も過去の「実績」を貼り紙などでアピールすることが多いが、当せん確率はどの売り場で購入しても同じであり、また、連番（番号が連続しているセット）、バラ（連続していないセット）、共に確率は同じであるが、等級賞とその前後賞が「あわせて」当たる可能性は連番のほうが高い。人気売り場は販売数も多いために、当せん券が多く出る可能性があると言える。
過去にジャンボ宝くじが当たった売り場は、宝くじネットや宝くじ当選売り場.comなどに掲載がされてある。ただすべての高額当選売り場が網羅はされていないので、参考程度にするべきである。
「チャンスセンター」という名称は、日本ハーデスグループ（旧・株式会社日宝販）が運営する売り場の名称である。
通信販売による購入は「#通信販売」で後述。

## 抽せん
宝くじの抽せんは、「クイックワン」を除いて公開で行われる。従って、会場が混雑などの物理的な理由で入場を制限されない限り、誰でも見学することが可能である。また抽せんが厳正に行われるよう、抽せん会には必ず弁護士や発売自治体の職員、およびみずほ銀行職員などの「立会人」が選定され、抽せん機前方中央に着席するほか、抽せん会開始時には紹介される。
ジャンボくじの抽せん会は、宝塚大劇場などに代表される都市部の大規模公演会場を利用して執り行われるのが基本となっており、テレビ中継されることもある。また、抽せん後には有名芸能人を招いて歌謡ショーを行うことが一般的であり、入場料無料で有名芸能人の歌謡ショーが楽しめることから、ジャンボくじの抽せん会においては、観覧申込みの抽せん倍率が高くなることが多い（これも原則はがきによる抽せん）。2020年以降は新型コロナウイルス感染症（COVID-19）流行の影響で無観客抽せん会が多くなり、2020年の東京2020協賛ジャンボ宝くじなどを始めとした、多くのくじの抽せん会が実施者と立会人のみで実施され、インターネット上での動画を確認できる方法へ変更となっている。
ブロックくじの抽せん会は、主要なみずほ銀行の支店や「宝くじドリーム館」（東京・大阪にある）で行われるほか、地域の放送局で番組を組む形式（抽せん会終了後には芸能人のショーが組まれる）の公開抽せん会が行われることがある（大抵は事前にはがきによる抽せんを行う）。
数字選択式宝くじ（「着せかえクーちゃん」を含む）の抽せん会は、原則として東京都中央区にある「宝くじドリーム館」（不定期で1週間、大阪市浪速区の「大阪宝くじドリーム館」で行うことがある）で、開始時刻は18時45分（JST）からとなっている。現在では「ロト」あるいは「ビンゴ5」と「ナンバーズ」の抽せんが同時になるように日程が組まれているため、抽せん会は先にロトまたはビンゴ5の抽せんを行い、その後ステージを180度回転させて、着せかえクーちゃんの抽せんを行い、そのまま続けてナンバーズの抽せんを行う、という進行になっている（東京の場合）。

### 開封くじ、ナンバーズおよび着せかえクーちゃんの抽せん
開封くじ、ナンバーズ及び着せかえクーちゃんの抽せんは、電動風車式抽せん機を利用して行われる。モーターのついた円形の風車盤には、0から9（6桁番号のうちの上2桁は1台で10から19）までの数字が各1個、等面積に記入されており、風車盤をモーターで回転させた後に、適当な時間を置いて矢を放ち（1等・2等の抽せんでは演奏が流れ終わったのと同時に矢を放つ）、風車盤を停止させ、矢の刺さっている数字が当せん番号となる仕組みである。各風車盤の数字の並び順は、台ごとにすべて異なっている（0・1・2・3・4・5・6・7・8・9の右回りと左回り、0・3・6・9・2・5・8・1・4・7の右回りと左回りなど）。発売組数の少ない宝くじの抽せんでは、組抽せんの風車盤1台にすべての組数字が記入されている場合もある（例：01組から25組まで発売の宝くじの抽せんでは、組抽せんの風車盤1台に01から25までのすべての組数字が記入されている）。なお、「着せかえクーちゃん」の開始に伴い、ナンバーズ4の風車盤が更新され、外側に数字、中心側にクーちゃんの果物デザイン図柄が配されるものに変更された（果物は5種が各2つ配置されている、もちろん風車盤個別に配列は異なる）。
抽せん機は会場に応じて3種類を使い分けている。
- 大型（ジャンボ宝くじ用。風車盤の上にはディスプレイを装備。ディスプレイには数字だけではなく、風車盤の回転中に表示するクーちゃんのアニメーション、矢の発射準備完了を示す「セット完了」の文字が表示される。抽せん機自体に装飾が施されており、演出用にフルカラーLEDとデジタルサイネージも装備している。）
- 中型（通常宝くじでテレビ中継される場合に使用。風車盤の上には赤色のセグメント表示器を搭載。組・十百位と万・十万位が2個のほかはそれぞれ1個ずつ付いている。）
- 小型（上記以外とナンバーズで使用。卓上サイズで、数字を表示する機能はない。東京の宝くじドリーム館配備分には演出用に電球を装備している。）

数字と数字の境界線は金属棒によって遮られ、境界線上に矢が刺さらないようになっている。矢が刺さらなかった場合（矢の発射ができなかったり、発射できても金属棒に当たって落ちる）または矢が刺さっても幸運の女神や司会者が確認する前（数字を読み上げる前）に矢が落ちた場合は、その抽せん機に限りやり直しとなる。金属棒の近くに矢が刺さって当せん数字が判別しづらい場合は、立会人が双眼鏡で刺さった位置を確認した上で当せん数字を確定する。同一等級の2回目以降の抽せんで仮に同じ組・番号が出た場合は、後のほうをやり直すというルールがある。また、組数字の抽せんで発売自体がされていない組数字の「00組」や「000組」になった場合、当せんの組数字を何組とするかが抽せんの開始時に説明される（例：01組から100組まで発売の宝くじで抽せんされた組数字が「00組」になった場合、当せんの組数字は「100組」とする）。なお、風車盤を回すモーターは、無作為に電源供給が一時的に断たれ、完全に一定の速度で風車盤が回らない（狙い打ちができない）ように工夫されている。

### ミニロト、ロト6およびロト7の抽せん
数字選択式全国自治宝くじのうち、「ミニロト」、「ロト6」および「ロト7」の抽せんには、電動攪拌式遠心力型抽せん機が用いられる。この抽せん機の愛称は「夢ロトくん」である。抽せん機上部の球型の攪拌機部分に番号の記された抽せん球を投入し攪拌、そのあと一段下の回転するアクリル皿に抽せん球を移し皿を高速で回転させ、遠心力によって壁側面を回転する抽せん球が壁側面の特定の箇所から抽出されることにより、当せん番号を決定する仕組みである。
抽せんの順番は、上記の仕組みでまず全ての本数字（ミニロトは5個、ロト6は6個、ロト7は7個）を抽せんする。これで残った抽せん球を一段下のボーナス数字抽せん用の回転皿に落とし、同様の仕組みでボーナス数字（ミニロト・ロト6は1個、ロト7は2個）を抽せんする。
球が抽出する前に飛び出した場合や抽出出来なかった場合は、その時に限りやり直しとなる。

### ビンゴ5の抽せん
数字選択式全国自治宝くじのうち、「ビンゴ5」の抽せんには、電動遠心力型抽せん機が用いられている。これはロト用の抽せん機より小型であり、抽せん前の攪拌機能はない。
この抽せん機をくじと同様の形に8台配置し、それぞれ対象の5個の抽せん球を投入し、8台同時に運転・当せん番号を抽出する。

### 抽せんされる主な数字の形式（開封くじ）
組番号完全指定
特定の組番号をそのものズバリ指定する抽せん。ジャンボ宝くじの1等で用いられるのが代表的。
例：27組135790番
前後賞
主に1等の当せん番号を対象に用いられる。対象となる抽せんされた組番号の1つ前の番号が前賞、1つ後の番号が後賞となる。なお100000番の前の番号は同じ組数字の199999番、199999番の後の番号は同じ組数字の100000番と決められている。
例：対象となる抽せんされた組番号が27組135790番の場合
前賞：27組135789番
後賞：27組135791番
組違い賞
主に1等の当せん番号を対象に用いられる。対象となる抽せんされた組番号に対して、それ以外の組数字の同番号が組違い賞となる。
例：対象となる抽せんされた組番号が27組135790番の場合
組違い賞：27組以外の組数字の135790番
組の下1桁と番号指定
主に大規模全国くじの2等などで、発売組数の10分の1の当せん本数を決める際に用いられる（例：01組から200組まで発売の宝くじで、当せん本数20本を決める）。発売組数が10で割り切れない宝くじでは、この形式は用いられない。
例：組の下1桁7組135790番（この場合、組は17組でも27組でも、もちろん07組でも構わない）
番号完全指定
番号をズバリ指定する抽せん。1等100万円のブロックくじで1等2等を抽せんするときに用いられるのが代表的。
例：各組共通135790番
下n桁指定
下の桁数のみを抽せんし、多数の当せんを生み出す場合に用いられる。通常、賞金にして10万円以下の等級に用いられる。
例：各組共通　下3桁790番
全ての等級に対して同じ番号が抽せんされた場合には、原則として抽せんをやり直す。一部の等級に対して同じ番号が抽せんされた場合は、重複当せんとなり、該当各等級の賞金を合計した額を受けとることが出来る。この場合、上限である100万倍の規制はかからない。重複当せんになっている場合は、照合用として売場に配布される当せん番号表において、「重複当せんに注意」の文字と共に、重複となっている数字の部分が網掛けで表記される。また、当せん金額部分には、重複した部分を含めた総額が記載される（例：20,300円）。
ただし、数字選択式全国自治宝くじのうち、「ミニロト」、「ロト6」、「ロト7」、「ビンゴ5」、「着せかえクーちゃん」については、そもそも何個の数字が合致したかを基準とする（ビンゴ5ではそもそもラインがいくつ成立したかを基準とする）くじのため、重複当せんは認められていない（最も高い等級一つが当せんとなる）。

## 当せん金品の支払
当せんした宝くじの当せん金の受け取りは、みずほ銀行本支店のほか、1万円（「5万円マーク」を掲示している売り場では5万円、「10万円マーク」を掲示している売り場では10万円）以下であれば、宝くじ売り場（宝くじを販売している郵便局の場合その郵便局で販売された全国自治宝くじのみ。数字選択式の場合は、数字選択式を発売している売り場）でも当せん金を受け取ることができる。
1万円超の場合は券面の所定欄に住所と氏名を記入し、50万円以上の場合は身分証明書、100万円を超えると印鑑が必要となる（後述）。また、その日のうちに受け取れるのは100万円までで、それを超える場合は手続きの都合で、受け取りまでに数日かかる。
また、ロト6を代表とする数字選択式宝くじを所定の銀行口座にてATM購入した場合の当せん金は、原則として抽せん日の翌々営業日（例：木曜抽せんのナンバーズとロト6の場合、翌週月曜日に所定口座の振込・ただし間に祝祭日が無い場合）に、購入時の銀行口座に振込まれる（本人確認が既に行われているため）。
みずほ銀行、楽天銀行、ジャパンネット銀行、三菱UFJ銀行、三井住友銀行のネットバンキングにて購入した数字選択式宝くじの当せん金は、原則として抽せん日の翌々営業日(例：木曜抽せんのナンバーズとロト6の場合、翌週月曜日に所定口座の振込・ただし間に祝祭日が無い場合)に、購入時の銀行口座に振込まれる（本人確認が既に行われているため）。
当せん金付証票法第12条の規定により、宝くじの抽せん日（実際はそれから数日後の支払開始日）から1年後の前日（当該日が銀行休業日の場合は翌営業日）までに当せん金を受け取らない場合は、時効によって当せん金を受け取ることができなくなる。
1,000万円以上の高額当せん者には、当せん後のアドバイスが書かれた本『【その日】から読む本』が配られている。
当せん金品の支払い請求に関しては法律上の制限は一切ないため、仮に懸賞等でくじ券を譲渡（贈与）された20歳未満などであっても、当せんしていれば誰でも支払い請求を行うことが出来る。ただし、50万円以上の当せん金の受け取りには本人確認書類が必要となり、20歳未満が受け取る際は保護者に支払われる。
なお、2008年3月に施行された「犯罪による収益の移転防止に関する法律（犯罪収益移転防止法）の規定で、10万円を超える当せん金を現金で受け取る場合には、更に写真付きの本人確認書類（運転免許証、パスポート、顔写真付きの住民基本台帳カード、個人番号カード（個人番号通知カードは不可）、在留カード、各種福祉手帳）の提出と所定の書面への記入が必要となる場合もある。

### 当せん金と租税
当せん金付証票法第13条の規定により、宝くじの当せん金については非課税と規定されている。したがって所得税は課されず、確定申告も不要。
宝くじに表示される「当せん金には所得税がかかりません。」という記述からか、住民税はかかると誤解されるケースもあるが、住民税は所得税がかかる所得に対してのみかかるものであるため、当せん金には住民税もかからない。
逆に税金がかかるのは、当せん金を親族などに年間110万円を超える金額を贈与した場合、または故人が残した当選金を相続した場合で、この場合は贈与税、相続税が課税され、法人が当せん金を受け取った場合は法人税が課税される。

### 当せん金品の上限の変遷
当せん宝くじ一枚あたりの当せん金は、当せん金付証票法第5条第2項の規定により、原則として額面金額の20万倍が上限であった。1987年の年末ジャンボ宝くじにおいて、一枚300円の宝くじとしては上限になる、一等6000万円の当せん金が設定された。また、1989年の年末ジャンボ宝くじにおいて、一等の前後賞に2000万円を設定することで「一等・前後賞あわせて1億円」の当せん金が設定された。
1996年「阪神・淡路大震災復興協賛宝くじ」で、一枚500円の宝くじが初めて発売され、一等には上限となる1億円の当せん金が設定された。過去に一枚500円の宝くじが発売されたのは、これを含めて数回しかない。
1998年に当せん金付証票法第5条第2項が改正され、当せん金設定の例外として、自治大臣（現・総務大臣）の指定を受けた宝くじは、当せん宝くじ一枚あたり額面金額の100万倍を上限とする当せん金の設定が可能になった。この指定を初めて受けたのが1999年のドリームジャンボ宝くじであり、一枚300円に対して、一等当せん金は2億円であった。
その後に発売され、一等当せん金が額面金額の20万倍を超えていたものは、すべて例外として総務大臣（旧自治大臣を含む。以下同じ）の指定を受けたものである。例えば、2005年「新潟県中越大震災復興宝くじ」は、先述の「阪神・淡路大震災復興協賛宝くじ」と同じく一等1億円であったが、総務大臣の指定を受け、一枚200円で発売された。2012年のグリーンジャンボ宝くじ（東日本大震災復興支援グリーンジャンボ宝くじ、一枚300円）で、一等が当時の上限金額の3億円に初めて設定された。
100円くじ（その名の通り一枚100円で発売され、ブロックくじの開封くじであることが多い）では、2006年4月26日に、総務大臣の指定を受けた宝くじが初めて発売され、一等3000万円の当せん金が設定された。
2012年4月に当せん金付証票法第5条第2項が改正され、当せん金の上限が額面金額の50万倍、総務大臣の指定を受けた宝くじは、上限が額面金額の250万倍に引き上げられた。2012年のサマージャンボ宝くじでは一等4億円がはじめて設定され、2013年の年末ジャンボ宝くじでは最高額となる一等5億円が設定され、2015年の年末ジャンボ宝くじでは一等7億円・前後賞各1億5000万円に引き上げられた。
理論上、総務大臣の指定を受けた宝くじは、一枚300円の場合一等7億5000万円、一枚500円の場合一等12億5000万円が上限となる。

#### 数字選択式宝くじにおける当せん金の上限
当せん金付証票法第5条第2項の規定には、当せん金の上限にかかる総務大臣の例外指定を受けたもののうち、「加算型当せん金付き証票」（いわゆる「キャリーオーバー」のある宝くじ）については、例外の例外として、加算金（「キャリーオーバー」のこと）のある場合に限り、当せん宝くじ一枚あたり額面金額の500万倍の当せん金を設定することができる。
「加算型当せん金付き証票」に該当する宝くじは、ロト6とロト7である。ロト6が誕生した当時、発売金額は1口200円で、当時は上限額が通常時が額面金額の100万倍、キャリーオーバー時は200万倍であったので、キャリーオーバーの無い場合は上限が2億円、キャリーオーバーのある場合は上限が4億円と設定された。なお根拠法に定める上限は引き上げられているが、ロト6における上限額はキャリーオーバーありで6億円である。ロト7については、1口が300円と高くなり、キャリーオーバー無しで7億円、キャリーオーバーありで12億円の上限が設定されている(しかし発売額の250万倍(キャリーあり500万倍)には達していない)。
なお、ミニロトはそもそも総務大臣の指定を受けていないため、上限は額面金額の50万倍となる1億円(2012年3月までは20万倍である4000万円)であり、それを超えた分は二等に配分される。また、ナンバーズ4・ナンバーズ3とも当せん金の上限は5000万円(2012年3月まで2000万円)であるが、当せん金の理論値は2000万円よりはるかに低く、当せん金の上限が適用になった事例はない。

### 宝くじの日・お楽しみ賞（敗者復活抽せん）
9月2日は、「く（9）」「じ（2）」ということで、宝くじの日とされている。これは、前年9月1日から当年8月31日までに抽せん日を迎えた宝くじにおける、一切の金品当せんがない、いわゆる「ハズレくじ」を対象として行われ、基本的に4桁の数字を一つ抽せんし、下4桁の番号として当せん番号を決定する（ちなみに風車式抽せん機を用いる）。過去には二段階の等級を用意し、下4桁以外に6桁数字を1つ抽せんしていたこともあった。1983年～2010年の間は、この日に宝くじに関するPR番組がテレビ放映され（主に日本テレビ系が多い）、放送中に「お楽しみ賞」の抽せん会が行われた。
なお、このイベントには、「時効当せん金ゼロを願う」ことから、「手元にあるくじ券の番号をもう一度見直していただくことにより、通常の当せんの確認も常に行っていただくことを宝くじファン各位にお願いする」意味も込められている。
本券の抽せん日がそもそも存在しない近年のスクラッチくじにおいては、券面に何年の抽せん対象かが記載されている。また、100000～199999番の通し番号が印刷されない、「イベントくじ」と「数字選択式全国自治宝くじ」は対象外となっている。過去には「ダブルチャンスくじ」の数字部分がはずれた物も対象であったが、これは被封部分がミシン目によって切り離せることから、開封（数字）部分と被封部分が独立したくじ、と考えれば、妥当な取り扱いである。
当せん券を簡易書留等で指定されたあて先へ送付すると（宝くじ売り場やみずほ銀行では扱っていない）、賞品カタログが送られてくるので、申し込みはがきに希望賞品を選択して返送する。はがき返送後、約3週間程度で賞品が送付される。

## 収益金の取扱い
宝くじの売り上げは毎年3月末日で締め切られた上で集計を行う。当せん金支払い分と事務経費を差し引いた残りの収益金は、発売元の都道府県と政令指定都市の収入となる。
「宝くじの当せん金が非課税なのは、買った瞬間に4割を税金として納めているから」と言われるが、これは間違いである。上記のように、販売額から当せん金や経費を引いた残りが収益金となっており、その割合が毎年度、販売額の約4割になっているだけのことである。宝くじ評論家の長利正弘氏がインタビューの際に「宝くじの販売額のうち約4割が自治体の収益金になっており、これは言い換えれば、購入した瞬間に4割を税金として納めているようなものだ」と回答したことが発端である。このときの「購入した瞬間に4割を税金として納めている」という言葉だけが独り歩きをしただけにすぎない。
もちろん、みずほ銀行や宝くじ公式サイトのどこにも「買った瞬間に4割が税金」という旨の記載はない。
政令指定都市で販売された分については全額当該政令指定都市に（サマージャンボ宝くじなど一部例外あり）、それ以外の市区町村で販売された分（サマージャンボなど一部は政令指定都市で販売された分も）については当該市区町村が属する都道府県に、それぞれ納められる（例えば横浜・川崎・相模原市内の発売所で発売した数字選択式宝くじは横浜・川崎・相模原市の、サマージャンボは神奈川県の収益になる）。収益金の使い道は法律で決められており、主にいわゆる「箱もの」整備の財源に税金の代わりとして使われるが、最近では、高齢者福祉などいわゆる「中身」事業の財源に充てられるケースもある。また都道府県から、各市区町村における売上げ実績や財政状態などに応じて、各市区町村に「市町村振興補助金」として分配される（原則として政令指定都市を除く）。
上記のような経緯から、市区町村の中には日常から広報誌で宝くじの宣伝を行うところもあり、ジャンボ宝くじの時期になると「○○ジャンボ宝くじは市内（区内、町内、村内）で買いましょう」とのキャッチフレーズを載せるケースもある。これは特に政令指定都市や都道府県境が近くにある市町村にとっては、政令指定都市や他都道府県で販売された分の売上げは一部を除いて自分たちの懐に入らないため、住民が他の自治体の売場で宝くじを購入するのを抑えたいという願いからと思われる。
2008年度の宝くじ売り上げは1兆419億円で、内訳は当せん金45.7%、経費14.2%、自治体の収益金40.1%であった。このうち経費から日本宝くじ協会・自治総合センターの2公益法人へ、自治体の収益金から全国市町村振興協会・自治体国際化協会・一般財団法人地域創造・自治体衛星通信機構の4公益法人へ事業資金が拠出されている。これら6公益法人の歴代理事長43人全員が所管の旧自治省、総務省からの天下りであることが明らかになっている。

## 通信販売
宝くじは、売り場に出向いて購入する以外にも、次の方法で購入が可能である。

### ジャンボ宝くじの通信販売
ジャンボ宝くじは、みずほ銀行（ジャンボ宝くじ通信販売係）に宝くじ代金・返信用封筒・購入申込書を送付することにより購入が可能である。代金は、現金・普通為替・定額小為替のほかにも、当せんした宝くじ券も使用できる。20歳未満は購入できない。締め切りがかなり早く設定されているので注意が必要である。

### 宝くじラッキーライン
20歳以上でみずほ銀行に普通預金口座を持っていれば、「宝くじラッキーライン」に申し込むことにより、インターネット・携帯電話・電話を利用して宝くじを購入できる。ジャンボ宝くじのほかにも、居住地で発売されている全国くじ・ブロックくじ・レインボーくじが購入できる。このサービスでは、宝くじの原券は送付されず、代わりに組・番号が印字された明細表が郵送され、購入代金は口座から自動的に引き落とされる。当せん金は、1万円以上の場合は支払い開始日から5営業日以内、1万円未満の場合は3ヶ月分まとめて年4回、自動的に口座に振り込まれる。購入明細および当せん金の明細送付時に、1通当たり郵送料62円が差し引かれる。

### 宝くじ公式サイトでのインターネット販売
2018年10月24日から宝くじ公式サイトでのインターネット販売を開始した。スクラッチを除くすべての宝くじが購入可能で購入代金はクレジットカードまたはドコモ払い、auかんたん決済による支払いとなる。くじ券は送付されず、ホームページで番号が確認でき、当せん金は銀行口座への振り込みとなる。

## イメージキャラクター

### 宝くじ幸運の女神
都道府県と政令指定都市から事務を受託しているみずほ銀行では、宝くじのPRを主な目的として、1980年度から2024年度までイメージガール「宝くじ・幸運の女神」を採用していた。
1964年、宝くじ発売20周年を記念して制定された「ミス宝くじ」がその前身である（これ以前にも1946年6月に新聞公募で6名のミス宝くじが選ばれたほか、1963年には広告ポスター用のイメージガールとして女優の光本幸子らが起用されている）。その後1966年に「ミスドリーム」を設定、2人制となり、1975年に名称をミス宝くじに統一、1980年に「幸運の女神」、そして2025年度からは「宝くじ幸運アンバサダー」という名称に変更された。
- 構成人数は1991年以前は4名、1992年から2017年は6名（1996年と1997年は宝くじ50周年記念として8名）、2018年から2021年は7名、2022年からは5名。活動期間はその年の4月から翌年3月末までの1年間。彼女たちが図柄となった宝くじ「幸運の女神くじ」も、各ブロックで発売された。
- 前年に募集・選考が行われる。原則として「アマチュア」の女性に限定される。
- 応募要項は秋にみずほ銀行の宝くじ公式サイト、宝くじ売場に備え付けのチラシなどで告示。
- 過去の経験者には、女優の根本りつ子（初代）、元グラビアアイドルで女優の小島可奈子（17代）、秋田朝日放送のディレクター兼アナウンサーの杉本亜紀子（22代）、NHK福岡放送局の契約キャスターの古賀千尋（23代）、朝日放送（現：朝日放送テレビ）「おはよう朝日です」リポーターの下鳥ゆかり（25代）、フリーアナウンサーとして活動した西島まどか（28代）、NHKアナウンサーの庭木櫻子（35代）、元テレビ山口アナウンサーでセント・フォース所属フリーアナウンサーの原千晶[注 14][23]（36代）、元NMB48研究生の嶋﨑百萌香（43代）らがいる。前身のミス宝くじには柏木由紀子や鮎川いづみ（現･いずみ）、山田はるみらが選ばれている。
- 2021年度（42代）は新型コロナウイルス感染防止の観点から選考方法を変更し、「幸運の女神」活動経験者の中から選出された。大島紫央・小林由佳・新田真美・藤浦彩花の4名は幸運の女神としては初の、2代連続での活動となった。

歴代の幸運の女神
- 1980年度（初代）：根本りつ子（当時は根本律子）ほか
- 1996年度（17代）：小島可奈子ほか
- 1999年度（20代）：阿部ちあき、安藤正恵、坂上信子、藤原宏美ほか
- 2000年度（21代）：石橋有ほか
- 2001年度（22代）：杉本亜紀子ほか
- 2002年度（23代）：古賀千尋ほか
- 2003年度（24代）：大嶽まどか、金子千恵、鈴木千賀、中田麻衣、原田美緒、宮本百恵
- 2004年度（25代）：生田佳子、井上華奈、片岡裕美子、佐々木瑠里、下鳥ゆかり、西野裕美
- 2005年度（26代）：佐藤千秋、千葉祐子、東村絵理、宮国麗子、本岡成美、守谷幸
- 2006年度（27代）：上妻香織、小林朋恵、田中希、寺崎典江、中山奈奈恵、細田祥子
- 2007年度（28代）：杉本梨早、西島まどか、森田咲耶、中嶋緑、松本あらた、福富清香
- 2008年度（29代）：安井衣里、佐藤草、米谷志保、道祖土絵美、小澤和歌子、藤本侑佑馨
- 2009年度（30代）：今井エリカ、岡崎夢、上村あかり、栗原由佳[注 15]、長久梨那、吉村千明
- 2010年度（31代）：岡田麻里、木村暁奈、新村理紗、番匠麻衣、山田舞子、吉野めぐみ[注 16]
- 2011年度（32代）：上野小夜子、佐藤玲子、澤麻美、清水彩花、竹田瞳、山本彩[注 17]
- 2012年度（33代）：荒木優、稲生薫子、中谷真由香、福光可奈子、村上愛実、若井久美子
- 2013年度（34代）：石川佑美、石谷未来、宇野名都美、河相裕美、田首化那、田中沙百合
- 2014年度（35代）：新居史麻、寺脇佳子、栃村彩実、庭木櫻子、福辺蓉都、村上涼子
- 2015年度（36代）：柏田佳奈、瀨戸山知花、西脇千晶、原千晶[注 14]、増林千晶、吉沼わかな
- 2016年度（37代）：猪原彩咲、高山友里[注 18]、達家愛理、原口優、平手志歩、渡邉リカ
- 2017年度（38代）：上野貴穂、栗原有紗、染岡優希、水谷珠里、山田桃子[注 19]、蓬田みなみ
- 2018年度（39代）：矢吹真穂、平田惟、新竹紗帆、計良麻里加、草野遥、加藤麻衣[24]、伊東萌
- 2019年度（40代）：飯本日菜子、川原里穂、近藤綾、谷山美香、早川愛、堀井雅世、和田愛里
- 2020年度（41代）：大島紫央、岡田絵梨加、小林由佳、髙橋英礼奈、谷茶麻帆理、新田真美、藤浦彩花
- 2021年度（42代）：飯本日菜子（2019年度担当）、大島紫央（2代連続）、小林由佳（2代連続）、近藤綾（2019年度担当）、新田真美（2代連続）、早川愛（2019年度担当）、藤浦彩花（2代連続）
- 2022年度（43代）：大沢享花、勝野南美、嶋﨑百萌香、山下理恵、𠮷田彩乃
- 2023年度（44代）：小畑実織、久保田茉衣、齋藤聖奈、藤田萌美、村田晏奈
- 2024年度（45代）：出井伶奈、岡田桃果、木戸結菜、福永愛莉、松岡沙弥

### 宝くじ幸運アンバサダー
2025年度より、宝くじのPR活動（テレビ・ラジオなどへの出演、取材対応など）や抽せん会での司会アシスタントを担当する「宝くじ幸運アンバサダー」が選ばれている。活動期間はその年の4月から翌年3月末までの1年間。従来の幸運の女神が女性のみだったのが、アンバサダーになってからは男性も選出対象となっている。
歴代の幸運アンバサダー
- 2025年度（第1期）：小野田百合、柏木行雲、並川佳都、松永鈴帆、宮崎悠哉

### CM出演者
ジャンボくじ
- 1996年〜2006年グリーンジャンボ：所ジョージ ※ナンバーズも兼務
- 2006年ドリームジャンボ〜2007年グリーンジャンボ：井川遥、宮川大助・花子
- 2007年ドリームジャンボ〜2011年年末ジャンボ：西田敏行
2007年ドリームジャンボ〜2010年グリーンジャンボは「西田夢蔵」というキャラ、2010年ドリームJ&ミリオンDは「宝勝豊」というキャラで出演したが、2010年サマーJ&1000万サマー以降は特にキャラ設定がなくなっている。以下は西田との共演者。
  - 2008年ミリオンドリーム・2009年ミリオンドリーム：西田小夢蔵（上島竜兵）- ミリオンドリームのみのイメージキャラクター。
  - 2009年サマージャンボ：上野由岐子（西田は上野の応援団長の役）
  - 2009年年末ジャンボ：柳原可奈子（高級旅館の女将役で、西田は番頭役）
  - 2010年ドリームジャンボ&ミリオンドリーム：高島礼子
  - 2010年サマージャンボ&1000万サマー：オードリー
- 2012年グリーンジャンボ〜2014年グリーンジャンボ：木村拓哉
以下は木村との共演者。
  - 2012年グリーンジャンボ：仲里依紗
  - 2012年サマージャンボ&2000万サマー：ジミー大西
  - 2013年オータムジャンボ：山田花子
  - 2013年年末ジャンボ&年末ジャンボミニ：渡哲也、壇蜜、クリス松村（木村も含めパペット・声のみの出演）
  - 2014年グリーンジャンボ：梶原善
- 2014年ドリームジャンボ&ドリームジャンボミニ〜2016年グリーンジャンボ：米倉涼子、原田泰造
以下は米倉、原田との共演者。
  - 2014年オータムジャンボ：佐野岳
  - 2014年年末ジャンボ&年末ジャンボミニ：大久保佳代子、織田信成
  - 2015年ドリームジャンボ&ドリームジャンボミニ：武井壮
  - 2015年サマージャンボ&サマージャンボミニ：要潤
  - 2015年オータムジャンボ：YOU
  - 2015年年末ジャンボ&年末ジャンボミニ：武井壮、要潤、YOU、所ジョージ[26]
  - 2016年グリーンジャンボ：所ジョージ
- 2016年ドリームジャンボ&ドリームジャンボミニ〜2017年グリーンジャンボ&グリーンジャンボミニ：綾野剛、所ジョージ
以下は綾野、所との共演者。
  - 2016年年末ジャンボ&年末ジャンボミニ&年末ジャンボプチ：井川遥
- 2017年ドリームジャンボ&ドリームジャンボミニ〜2018年バレンタインジャンボ&バレンタインジャンボミニ：役所広司、島崎遥香
以下は役所、島崎との共演者。
  - 2017年ドリームジャンボ&ドリームジャンボミニ：紅ゆずる（宝塚歌劇団星組20代目トップスター）
  - 2017年サマージャンボ&サマージャンボミニ&サマージャンボプチ：鈴木奈々
  - 2017年ハロウィンジャンボ&ハロウィンジャンボミニ ： ももいろクローバーZ（関連キャンペーンCMに出演）、オラキオ、長友光弘
  - 2017年年末ジャンボ&年末ジャンボミニ&年末ジャンボプチ：平野ノラ、筧美和子
  - 2018年バレンタインジャンボ&バレンタインジャンボミニ：Every Little Thing
- 2018年ドリームジャンボ&ドリームジャンボミニ〜2019年バレンタインジャンボ&バレンタインジャンボミニ：役所広司、新川優愛
以下は役所、新川との共演者。
  - 2018年ドリームジャンボ&ドリームジャンボミニ：ラグビー日本代表（福岡堅樹、立川理道、田村優）
  - 2018年サマージャンボ&サマージャンボミニ：TRF
  - 2018年年末ジャンボ&年末ジャンボミニ&年末ジャンボプチ：バイきんぐ、ブルゾンちえみ
- 2019年ドリームジャンボ&ドリームジャンボミニ〜2020年東京2020協賛ジャンボ&東京2020協賛ジャンボミニ：笑福亭鶴瓶、佐藤健
以下は鶴瓶、佐藤との共演者。
  - 2019年年末ジャンボ&年末ジャンボミニ：西野七瀬、片桐仁
  - 2020年東京2020協賛ジャンボ&東京2020協賛ジャンボミニ：北島康介、潮田玲子、SHELLY
- 2020年ドリームジャンボ&ドリームジャンボミニ〜：妻夫木聡[注 20]、吉岡里帆、成田凌、矢本悠馬、今田美桜
以下は5人との共演者
  - 2021年サマージャンボ&サマージャンボミニ：兼近大樹
  - 2021年年末ジャンボ&年末ジャンボミニ：シソンヌ、広瀬香美
  - 2022年サマージャンボ&サマージャンボミニ：國分入道光雲
  - 2024年バレンタインジャンボ&バレンタインジャンボミニ : ナダル（コロコロチキチキペッパーズ）

  - 2024年サマージャンボ&サマージャンボミニ：中野周平（蛙亭）、ゆうちゃみ

  - 2024年ハロウィンジャンボ&ハロウィンジャンボミニ ：笑い飯
  - 2024年年末ジャンボ&年末ジャンボミニ：細川たかし、ジェラードン、錦鯉
  - 2025年バレンタインジャンボ&バレンタインジャンボミニ : 松村沙友理、ケイン・コスギ

通常くじ
- 2012年12月初夢宝くじ〜2017年3月：加藤あい、田中要次 ※社会貢献CMも兼務。
- 東京2020大会協賛くじ（2016年発売）：大林素子
- 東京2020大会協賛くじ（2018年発売）：瀬戸大也、池崎大輔、中西麻耶、石川佳純
- 東京2020大会協賛くじ（2019年発売）：瀬戸大也、西崎哲男、奥原希望

スクラッチ
- 2003年〜2006年3月：山口智子
- 2006年4月〜：ユースケ・サンタマリア
- 2014年4月〜9月：パリーグの球団所属の（一部）選手
- 2014年10月〜2016年3月：豊田エリー
- 2016年10月〜2017年3月：三戸なつめ

ロト
- ロト6・2000年～2003年3月：中居正広
- ロト6・2003年4月〜2008年3月：常盤貴子
- ロト6&ミニロト・2008年4月〜2010年3月：伊東美咲
- ロト6&ミニロト・2010年4月〜2013年：香取慎吾
- ロト7&ロト6・2013年3月〜2018年3月：柳葉敏郎、妻夫木聡
ドラマ仕立てとなっており、石橋凌、名高達男、新井浩文、戸田恵梨香、小泉孝太郎が共演している。
- ロト7&ロト6&ミニロト・2018年5月〜2021年5月：稲垣吾郎、草彅剛、香取慎吾[注 21] ※ナンバーズも兼務。
- ロト7・2018年10月〜2019年4月：池田エライザ[注 22]
- ロト6・2021年6月〜2023年3月：草彅剛、上白石萌音
- ロト7・2021年6月〜2023年3月：香取慎吾、神木隆之介
- ロト7&ロト6・2023年3月〜：上白石萌音、神木隆之介、山本耕史

ビンゴ5
- 2017年4月･5月：マツモトクラブ、Aマッソ（ライブ中止編）
- 2017年6月：カミナリ、ラグビー日本代表（堀江翔太、福岡堅樹、立川理道）（ラグビー試合中!編）
- 2017年7月：タイムマシーン3号（披露宴編）
- 2017年11月：リカちゃん（リカちゃん編）
- 2018年1月〜3月：ゲゲゲの鬼太郎 ※第3期アニメをベースにしているが、目玉おやじの声は島田敏が担当[27]。
- 2018年5月〜：神木隆之介（東京2020大会編〜）[注 23]
- 以下はCMシリーズおよび神木との共演者。
  - 2018年5月〜：東京2020大会編
  - 2018年9月〜：タテ・ヨコ・ナナメ編
  - 2019年4月〜：ＡＩ時代を考える編、人間社会編、人生100年編、阿川佐和子
  - 2020年4月〜：ビンゴな2人（夜編、歌編）上白石萌音[注 24]（上白石は歌も担当）

ナンバーズ
- （不明）〜2006年3月：所ジョージ
- 2008年4月〜2011年3月：峰竜太（TBSテレビ「アッコにおまかせ!」内で「That's宝くじ」のコーナー司会を務める）
- 2021年6月〜：稲垣吾郎、山田裕貴

クイックワン
- 2022年4月〜：佐藤健[注 25]

社会貢献CM
- 2017年4月〜2019年4月：要潤

### その他（オリジナルに限る）
- クジラの「クーちゃん」（総括）
- イッセンマン（ミニロト）→2005年4月〜2008年3月
- スージーとマーク（ナンバーズ）→2006年4月〜2009年3月
- リスの「ケズリス」（スクラッチ）
- 招き猫の「くじ丸」・「ロッティ」（日本ハーデスグループ（旧・株式会社日宝販）が運営する売り場「チャンスセンター」）

## 宝くじのCM・キャンペーンソング
- 宝籤の歌（作詞：藤浦洸、作曲：古関裕而、歌：松原操・近江敏郎、1946年発表）
- ほがらか同士（1946年発表）
- 花賈娘（作詞：窪住一彦（片岡一久）、作曲：元田うしほ、歌：竹山逸郎・松田トシ、1946年発表）
- 野球籤の歌（作詞：窪住一彦、作曲：元田うしほ、1946年発表）
- ふくふく節（作詞：窪住一彦、作曲：杉山長谷夫、1946年発表）
- 百万円が当たったら（作詞：高橋鞠太郎、作曲：細潤一郎、1947年発表）
- 夢を買いましょう（作詞：和田隆夫、作曲：林伊佐緒、歌：緒井茂子、1948年発表）
- 宝くじの歌（作詞：渡辺克巳、作曲：片山光俊、歌：加賀城みゆき、1963年発表）
- 宝くじ音頭（作詞：丘灯至夫、作曲：和田香苗、歌：島倉千代子、1967年発表）
- さようなら (フィナーレ)（作詞：片岡一久、作曲：片山光俊）
- ドリーム　オン〜夢を追いかけて（作詞：小椋佳・井上香織、作曲：小椋佳、1985年発表）
- あなたの街の可愛いお店（作曲：小椋佳、歌：小椋佳→アルザ（船越真美子＆船越英里子）、2005年発表）
- 招き猫の歌（作詞：猫家みけ、作曲：斉藤jake慎吾、編曲：加藤武雄、歌：ラブドリーム（アルザの変名）、2005年発表）
- ここで買いましょう（作曲：一ノ瀬義孝、歌：日野てる子）
- 青い空があるように（作曲：一ノ瀬義孝）
- 人生デ★ラックス（作詞：タカ☆ラボ、作曲：加藤裕介、歌：西田夢蔵（西田敏行）、2007年発表）

## 刑法との兼ね合い
日本では、富くじ自体は刑法第187条により富くじ罪として犯罪として規定されているために、海外の宝くじを国内で通信販売や依頼で購入することも違法となる。唯一、国内で販売される宝くじは当せん金付証票法に基づく根拠法があることから、刑法第35条（法令又は正当な業務による行為は、罰しない。）に該当するために違法性が阻却されている。

## ギャラリー
- 新宿駅西口宝くじ売り場（2010年12月撮影）
- 同左宝くじ売り場（2010年12月撮影）
- 新宿駅西口宝くじ売り場（2010年12月撮影）
- 西新宿宝くじ売り場（2010年12月撮影）
- 同左宝くじ売り場（2010年12月撮影）
- 宝くじ売り場（2019年4月撮影）